# Almedina (Portugal)
Almedina is een plaats (freguesia) in de Portugese gemeente Coimbra en telt 1 557 inwoners (2001).